# Glenfinnan

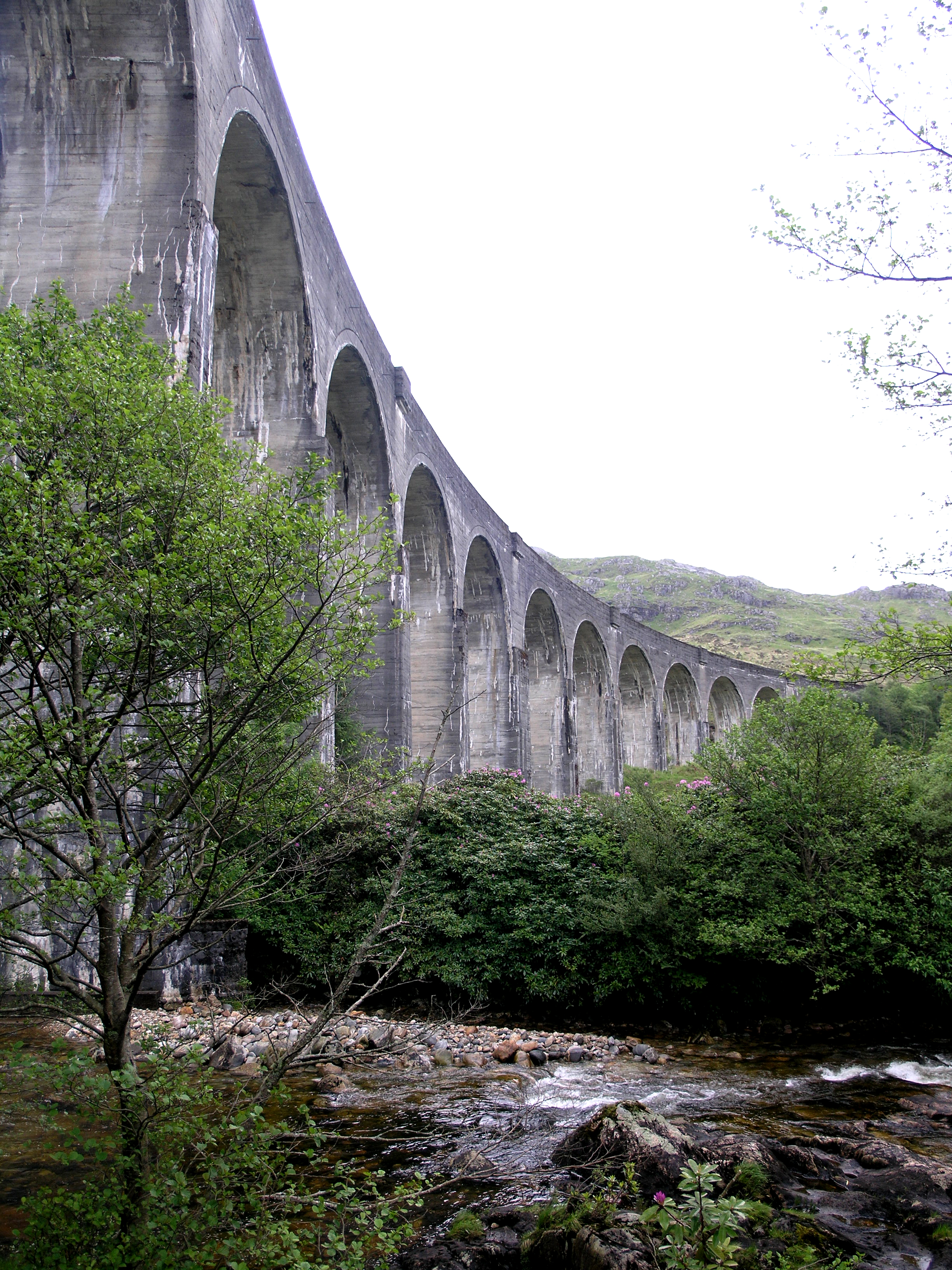
Wiadukt w Glenfinnan (ukazał się w filmach o Harrym Potterze)

Glenfinnan (gael. Gleann Fhionnainn) – miejscowość w Szkocji, przy północnym krańcu jeziora Loch Shiel, około 15 kilometrów na zachód od Fort William. Miejscowość znana przede wszystkim jako miejsce rozpoczęcia ostatniego powstania Jakobitów w 1745 roku. Istnieje tu dziś pomnik walczących w powstaniu Szkotów – wieża wzniesiona w 1815 roku przez Alexandra MacDonalda.
Inną atrakcją w Glenfinnan jest małe muzeum kolejnictwa w budynku wciąż działającej stacji kolejowej, przy torach biegnących z Fort William do Mallaig. Tory przebiegają po zawieszonym wysoko nad ziemią wiadukcie, skąd rozciąga się spektakularny widok na dolinę Glen Finnan i wody jeziora Shiel.
Tutejsza niepowtarzalna sceneria szkockich gór stała się powodem, dla którego Glenfinnan zostało wybrane na plener kilku filmów. Nakręcono tu między innymi niektóre sceny do Nieśmiertelnego (główny bohater Connor MacLeod urodził się w Glenfinnan), Harry’ego Pottera i więźnia Azkabanu oraz Harry’ego Pottera i Czarę Ognia.